# Casa-Museu Frederico de Freitas
A Casa-Museu Frederico de Freitas situa-se na cidade do Funchal, na Região Autónoma da Madeira, em Portugal. A casa-museu reúne a coleção de arte de Frederico de Freitas (1894-1978), advogado e notário originário da Madeira que viveu naquela casa por várias décadas e legou o seu espólio à Região Autónoma da Madeira.

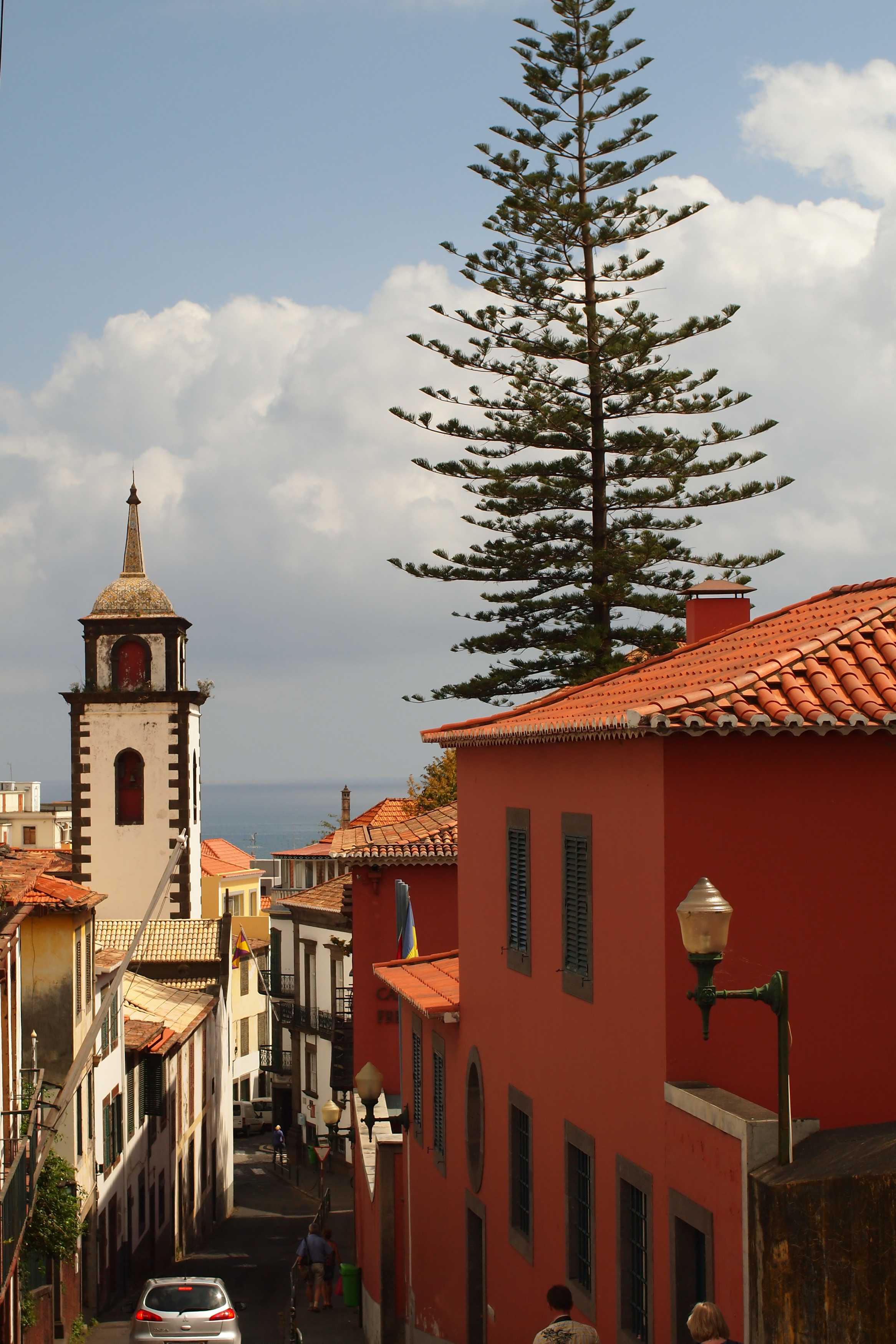
A casa-museu (edifício avermelhado à direita)

## História
O atual edifício tem origem na residência dos Condes da Calçada e seus antepassados (sendo assim conhecido por Casa da Calçada), desde finais do século XVII. A moradia seria profundamente remodelada no século XIX. Por volta de 1941, a casa foi arrendada por Frederico de Freitas, advogado e notário da terra, que aí residiu por quase quarenta anos, até à sua morte, em 1978. Freitas era grande colecionador de artes decorativas e legou à Região Autónoma da Madeira o seu espólio, constituído por mobiliário, escultura, pintura, cerâmica, gravura, cristais e objetos em estanho.
O edifício foi posteriormente adquirido pelo Governo Regional e adaptado à função de museu, para isso tendo sido reabilitado faseadamente, de modo a conservar o ambiente original das coleções. O museu foi inaugurado em 29 de junho de 1988. Em 1999, a exposição permanente do museu atingiu a sua envergadura atual, ao ser concluída a Casa dos Azulejos, construída de propósito para albergar a coleção de azulejaria.

## Acervo

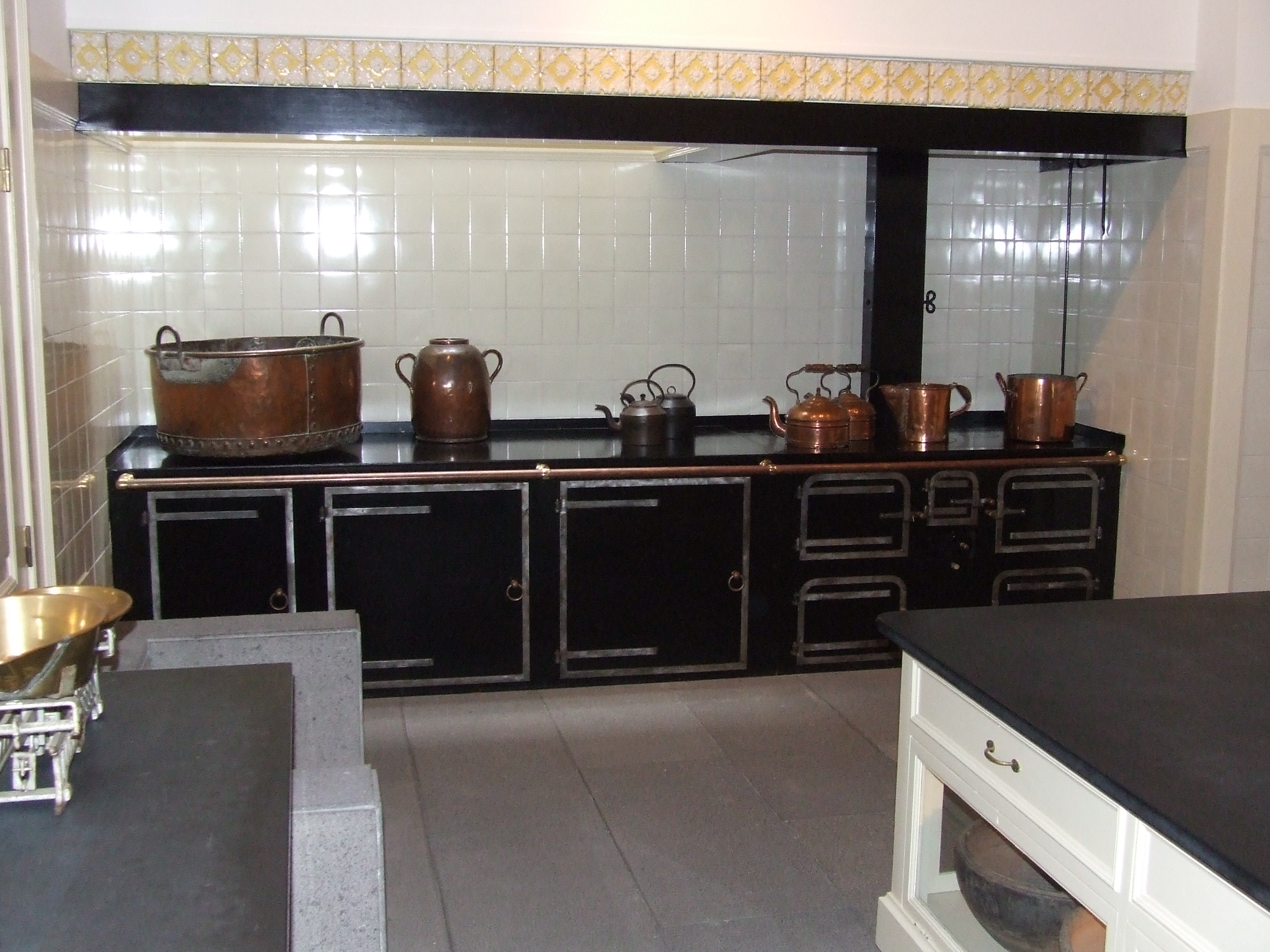
Interior do museu

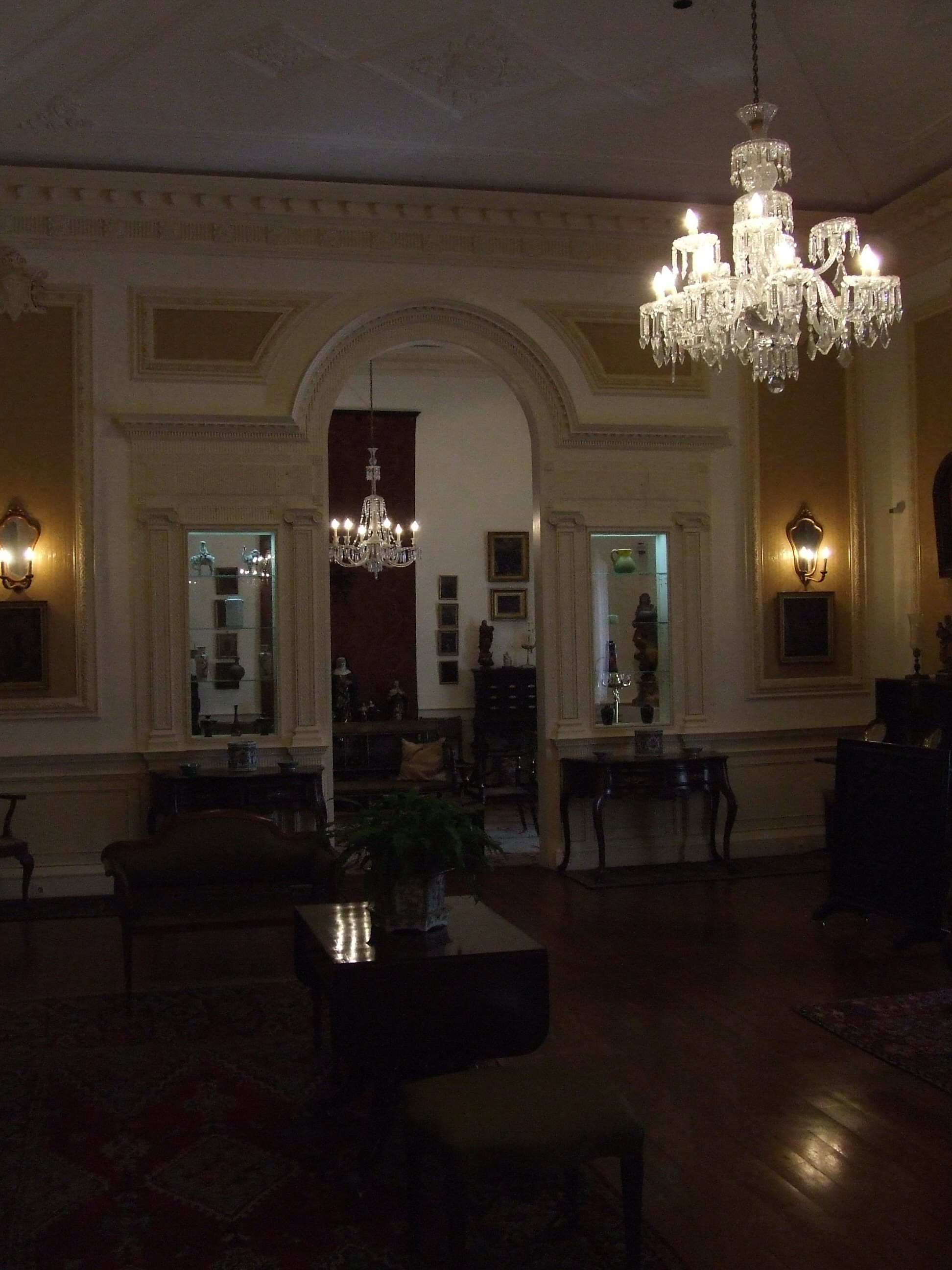
Interior do museu

O acervo do museu é composto por coleções de escultura, pintura, gravura, mobiliário, cerâmica, cristais e objetos de estanho, com peças datadas de entre os séculos XVII e XX. Tratando-se de peças de arte decorativa, a sua disposição no edifício reflete o ambiente doméstico vivido pelo colecionador.
O mobiliário, nacional e estrangeiro, data dos séculos XVII ao XIX. Na escultura e pintura, domina a temática religiosa e as peças são predominantemente europeias. A coleção de canecas e afins, do século XVIII ao presente, provém de diversas origens. Nas gravuras, destacam-se as relativas à Madeira, dos séculos XVIII e XIX. Na Casa dos Azulejos, há-os de origem oriental, islâmica, medieval, majólica, holandesa e portuguesa. O núcleo português de azulejaria inclui um importante conjunto de padrões seiscentistas e representa a produção nacional até à atualidade.